# Здравко Хебел
Здравко Хебел (Загреб, 21. јануар 1943 — Загреб, 12. август 2017) био је југословенски ватерполиста, универзитетски професор и спортски радник, освајач златне медаље на Олимпијским играма 1968. године.

## Спортска биографија
Рођен је 21. јануара 1943. године у Загребу. Тренирао је пливање у Наприједу од 1960. године. Био је 1961. године јуниорски првак Југославије на 200 метара прсно. Како је пливање био напоран спорт, одлучио се за ватерполо. Играо је на позицији голмана. У Наприједу је играо до 1962. године, када је постао играч Младости, где је 1977. године и завршио каријеру. Са овим клубом је освојио велики број трофеја: титулу првака Европе 1968, 1969, 1970. и 1972. године, те Куп победника купова и европски Суперкуп 1976. године. Био је део екипе која је освојила титулу првака Југославије 1962, 1964, 1967, 1969, 1970. и 1971.
За репрезентацију Југославије наступао у периоду од 1965. до 1969. године, бранио је 68 пута. На Олимпијским играма 1968. у Мексико Ситију је освојио златну медаљу, као и на Медитеранским играма у Тунису 1967. године.
Хебел је био међународни ватерполо судија од 1979. године. У спорту је обављао бројне дужности: од 1991. до 2000. године био је председник Загребачког спортског савеза, потпредседник Хрватског олимпијског комитета био је од 1991. до 2000, затим председник Удружења хрватских ватерполо судија од 1993. до 1995. године, потом председник Хрватског ватерполо савеза 1995. и од 1999. до 2000. Од 2000. до 2002. године био је председник Хрватског олимпијског комитета (ХОО).
Упоредо са играњем и тренирањем ватерпола, завршио је Електротехнички факултет. Био је доктор наука и универзитетски професор.
Преминуо је 12. августа 2017. године након тешке болести у Загребу, сахрањен је после неколико дана на гробљу Мирогој.